# Kommissarin Heller: Herzversagen
Herzversagen ist ein deutscher Fernsehfilm von Christiane Balthasar aus dem Jahr 2019. Es handelt sich um den 9. Film der Kriminalfilmreihe Kommissarin Heller.

## Handlung
Der Sexualstraftäter Dirk Köster entkommt bei einem Freigang und tötet auf seiner Flucht den Justizvollzugsbeamten Maik Riedeck. Kommissarin Winnie Heller, die gerade ihre Therapie beendet hat, weil sie bei ihrem letzten Einsatz mit Geiselnahme in einer Notsituation den Geiselnehmer erschossen hatte, fühlt sich frisch und agil, diesen Fall zu übernehmen. Am Tatort trifft sie auf die LKA-Beamtin Isabel Vogt, die sie in ihren gemeinsamen Fall einweiht. Überraschend gut gelaunt und kontaktfreudig macht sich Heller mit Vogt bekannt. Nichts ist mehr zu spüren von ihrer schwierigen, unfreundlichen Art, für die Heller bislang bekannt war.
Sicher ist, dass Köster bei seiner Flucht Helfer gehabt haben muss. Deshalb befragen Heller und Vogt Maren Kriener, die Lebensgefährtin des Flüchtigen. Die junge Frau stellt sich als Geschädigte hin und bezichtigt die „angeblich“ von Köster vergewaltigten Frauen als Lügnerinnen. Kurz nach diesem Gespräch bemerkt Heller Wahrnehmungsstörungen bei sich. Sie spricht mit ihrem Therapeuten darüber, der daraufhin ihre Medikamentendosis verringert. Später stellt sich heraus, dass sie nur ein Placebo erhalten hatte und sich ihre Wesensveränderungen und Halluzinationen nicht durch das Medikament erklären lassen.
Vogt findet heraus, dass die JVA-Psychologin Hahnisch mit Maik Riedeck eine Affäre hatte. Damit gehen die Ermittlungen auch in die Richtung eines Auftragsmords, denn Riedecks Ehefrau ist die Direktorin der Haftanstalt und dürfte nicht sehr erbaut gewesen sein über die Untreue ihres Mannes. Nachdem Köster beinahe gefasst und ein fünfstelliger Eurobetrag in seinem Auto gefunden wird, gehen die Kommissarinnen davon aus, dass ihm die JVA-Direktorin Riedeck zur Flucht verholfen hat, wenn er als Gegenleistung ihren Mann erschießt. Beim Verhör räumt Riedeck dieses Motiv ein und zeigt den Ermittlerinnen ihren mit Hämatomen übersäten Körper. Sie gibt an, dass sie einmal versucht hatte, ihren Mann zu verlassen, woraufhin er sie grün und blau geschlagen habe. Mit Köster hatte sie ihre Chance genutzt, ihrem persönlichen Martyrium zu entkommen. Riedeck wird festgenommen, kann Heller und Vogt jedoch nicht weiterhelfen, den derzeitigen Aufenthaltsort von Köster zu finden. Die Suche erübrigt sich, als der Flüchtige unerwartet tot aufgefunden wird. Heller findet heraus, dass Köster sich auf seinen wöchentlichen Freigängen mit einer Frau angefreundet hatte. Laura Dobisch gehört die Gärtnerei, in der er regelmäßig arbeitete. Sie hatte sich eingebildet, dass er nur für sie aus dem Gefängnis geflohen war. Als sie jedoch erfahren musste, dass er sie nur ausgenutzt hatte, nahm sie seine Pistole und erschoss ihn. Kommissarin Heller kann sie ausfindig machen und festnehmen.

## Hintergrund
Die Dreharbeiten für Herzversagen erfolgten vom 13. März bis zum 17. April 2018 in Berlin und Wiesbaden. Gesendet wurde die neunte Folge der Reihe als ZDF-Samstagskrimi.

## Rezeption

### Einschaltquote
Bei der Erstausstrahlung von Herzversagen am 16. Februar 2019 im ZDF wurde der Film in Deutschland von insgesamt 6,98 Millionen Zuschauern gesehen und erreichte einen Marktanteil von 22,8 Prozent.

### Kritik
Die Redaktion von TV Spielfilm beurteilte den Krimi sehr positiv („Daumen nach oben“) und meinte: „Angenehm schräge Krimiunterhaltung auf hohem Niveau (und mit vielen Frauenrollen).“
Tilmann P. Gangloff lobte den Krimi auf tittelbach.tv und fand „Die Filme haben sich kontinuierlich gesteigert; gerade die letzten Episoden gehörten zum Besten, was die jeweiligen Krimi-Jahrgänge zu bieten hatten“ und „war nicht zuletzt wegen der reizvollen Verknüpfung von Fall und Schicksal herausragend.“
Bei Quotenmeter.de stellte Julian Miller fest: „Winnie Heller ist vielleicht Deutschlands einzige Fernsehkommissarin, die ungerührt forsch und selbstbewusst auftritt und dieses Charaktermerkmal nicht mit forcierter Sexualisierung oder umwundener Sanftheit im außerberuflichen Lebensbereich konterkarieren muss.“ „Dass sie (mittelbar) gerade diese Stärke in die Klapse geführt hat, passt da nicht ins Bild, wenn es angesichts dieses Kontexts nicht gar sauer aufstößt.“